# صموئيل دبليو. كروفورد
صموئيل دبليو. كروفورد (بالإنجليزية: Samuel W. Crawford, Jr.)‏ هو ضابط أمريكي، ولد في 8 نوفمبر 1829 في مقاطعة فرانكلين في الولايات المتحدة، وتوفي في 3 نوفمبر 1892 في فيلادلفيا في الولايات المتحدة.